# Regimento de Transportes
O Regimento de Transportes (RTransp) é uma unidade que depende da Direcção de Material e Transportes do Comando da Logística do Exército Português responsável pelo suporte logístico ao exército, fundamentalmente no sector dos transportes através de meios automóveis. A unidade encontra-se sedeada em Lisboa, entre os Olivais e a Portela de Sacavém, no quartel do antigo Regimento de Artilharia de Lisboa (RALIS).

## Organização
O Regimento de Transportes organiza-se em:
- Comando e Estado-Maior
- Companhia de Comando e Serviços
- Batalhão de Transportes
  - Pelotão de Operações de Terminal
  - Companhia de Transportes de Pessoal
  - Companhia de Transportes

## Cronologia Histórica
1902 - integração dos primeiros automóveis no Exército Português;
1915 - criação da Comissão de Automobilismo do Exército Português, integrando dois centros de formação de automobilistas (em Lisboa e Coimbra);
1916 - os combates contra os alemães no norte de Moçambique, por ocasião da 1ª Guerra Mundial, levam ao primeiro uso em campanha de veículos automóveis pelo Exército Português;
1918 - criação do Parque Automóvel Militar absorvendo os antigos centros de formação automobilística e ainda integrando a Garagem Militar e uma Companhia de Automobilistas;
1926 - a Companhia de Automobilistas é transformada em Batalhão de Automobilistas;
1937 - criação do Serviço de Trem do Exército Português, englobando três centros de mobilização, duas companhias de trem hipomóvel e o Grupo de Companhias de Trem Auto, este resultado da transformação do Batalhão de Automobilistas;
1975 - o Grupo de Companhias de Trem Auto é transformado no Regimento do Serviço de Transportes;
1977 - o Regimento do Serviço de Transportes é transformado no Batalhão do Serviço de Transportes;
2006 - o Batalhão do Serviço de Transportes é transformado no Regimento de Transportes
Sítio oficial: Regimento de Transportes